# 1156 Kira
1156 Kira är en asteroid i huvudbältet som upptäcktes den 22 februari 1928 av den tyske astronomen Karl Wilhelm Reinmuth. Asteroidens preliminära beteckning var 1928 DA. Det finns ingen förklaring till det namn som asteroiden senare fick.
Kiras nästa periheliepassage sker den 5 maj 2021.[Uppdatering behövs] Asteroidens rotationstid har beräknats till 2,97 timmar.